# Hanna Sobačko-Šostak
Hanna Sobačko-Šostak (in ucraino Соба́чко-Шоста́к Га́нна?; Veselinivka, 15 dicembre 1883 – Čerkizovo, 3 dicembre 1965) è stata una pittrice ucraina specializzata nel primitivismo e nell'arte popolare.

## Biografia
Intraprese la sua carriera con la produzione di ricami e di motivi per i kilim nel laboratorio di A. Semigradova e di Evgenja Pryvyl'skaja nel suo villaggio natale. Nel 1932 scappò in esilio a Čerkizovo, in Russia, dove iniziò a lavorare per la fabbrica della città. Si distinse per i suoi dipinti decorativi ritraenti flora e fauna e caratterizzati da figure asimmetriche, composizioni dinamiche e colori intensi. Le sue opere vennero esposte a Kiev, Mosca, Parigi e New York.

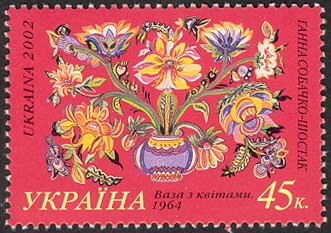
Un francobollo ucraino del 2002 con un disegno di Sobačko-Šostak

Tra il 1963 e il 1964 furono emessi dei francobolli ucraini con i suoi disegni. Divenne membro dell'Unione degli artisti dell'URSS e Maestro dell'arte popolare della Repubblica Socialista Sovietica Ucraina.